# Каменский стан (Рязанский уезд)
Каменский стан — административно-территориальное образование в составе Рязанского уезда в XVI—XVIII вв.
Несмотря на небольшой размер, был самым плодородным и хозяйственно освоенным станом Рязанского уезда. Площадь полей составляла 50036 четей.

## Населённые пункты
На территории стана существовали следующие населенные пункты:

### город
- Пронск

### села
- Бесстужево
- Бештвино
- Дятлово
- Чернобаево

### деревни
- Чемоданово

- Албышево
- Алдютово
- Алабино
- Алехинская
- Бахматовское (Бобровка)
- Дурышкино (с селищем Тимирязевским, Федоровским тож)
- Екотово
- Кулиги
- Куркино
- Кутуково
- Молвея Слободка
- Реткино